# Football Club Lausanne-Sport 2020-2021
Questa voce raccoglie le informazioni riguardanti il Football Club Lausanne-Sport nelle competizioni ufficiali della stagione 2020-2021.

## Stagione
Nella stagione 2020-2021 il Losanna, allenato da Giorgio Contini, concluse il campionato di Super League al 6º posto. In Coppa Svizzera il Losanna fu eliminato agli ottavi di finale dal Grasshoppers.

## Rosa
| N. |                           | Ruolo | Calciatore           |
| -- | ------------------------- | ----- | -------------------- |
| 1  | Svizzera (bandiera)       | P     | Thomas Castella      |
| 2  | Costa d'Avorio (bandiera) | C     | Trazié Thomas        |
| 4  | Germania (bandiera)       | D     | Moritz Jenz          |
| 5  | Svizzera (bandiera)       | D     | Noah Loosli          |
| 6  | Svizzera (bandiera)       | D     | Elton Monteiro       |
| 7  | Croazia (bandiera)        | C     | Stjepan Kukuruzović  |
| 8  | Svizzera (bandiera)       | C     | Joël Geissmann       |
| 9  | Francia (bandiera)        | A     | Evann Guessand       |
| 10 | Francia (bandiera)        | A     | Lucas Da Cunha       |
| 11 | Costa d'Avorio (bandiera) | C     | Brahima Ouattara     |
| 12 | RD del Congo (bandiera)   | A     | Jonathan Bolingi     |
| 17 | Norvegia (bandiera)       | A     | Rafik Zekhnini       |
| 18 | Svizzera (bandiera)       | P     | Noah Falk            |
| 20 | Francia (bandiera)        | A     | Hicham Mahou         |
| 21 | Svizzera (bandiera)       | C     | Cameron Puertas      |
| 24 | Costa d'Avorio (bandiera) | D     | Armel Zohouri        |
| 25 | Serbia (bandiera)         | D     | Nikola Boranijašević |

| N. |                                 | Ruolo | Calciatore         |
| -- | ------------------------------- | ----- | ------------------ |
| 28 | Giappone (bandiera)             | C     | Toichi Suzuki      |
| 33 | Svizzera (bandiera)             | A     | Isaac Schmidt      |
| 37 | Francia (bandiera)              | D     | Mickaël Nanizayamo |
| 38 | Portogallo (bandiera)           | C     | Pedro Brazão       |
| 39 | Svizzera (bandiera)             | A     | Josias Lukembila   |
| 40 | Francia (bandiera)              | P     | Mory Diaw          |
| 43 | Svizzera (bandiera)             | D     | Ruben Machado      |
| 45 | Svizzera (bandiera)             | D     | Stéphane Cueni     |
| 46 | Portogallo (bandiera)           | C     | Alvyn Sanches      |
| 47 | Kosovo (bandiera)               | C     | Florian Hysenaj    |
| 48 | Svizzera (bandiera)             | C     | Théo Rochat        |
| 50 | Francia (bandiera)              | P     | Melvin Mastil      |
| 66 | Svizzera (bandiera)             | C     | Gabriel Barès      |
| 99 | Bosnia ed Erzegovina (bandiera) | A     | Aldin Turkeš       |
|    | Svizzera (bandiera)             | D     | Anel Husic         |
|    | Camerun (bandiera)              | D     | Marc Tsoungui      |

## Organigramma societario
Area tecnica
- Allenatore: Giorgio Contini
- Allenatore in seconda: Umberto Romano
- Preparatore dei portieri: Florent Delay
- Preparatori atletici: Sébastien Devillaz

## Calciomercato

### Sessione estiva
| Acquisti | Acquisti       | Acquisti    | Acquisti |
| R.       | Nome           | da          | Modalità |
| -------- | -------------- | ----------- | -------- |
| C        | Alvyn Sanches  | Losanna U18 |          |
| A        | Lucas Da Cunha | Rennes      |          |
| A        | Evann Guessand | Nizza       |          |
| C        | Trazié Thomas  | Nizza       |          |
| D        | Armel Zohouri  | Nizza       |          |
| C        | Pedro Brazão   | Nizza (CFA) |          |
| A        | Rafik Zekhnini | Fiorentina  |          |
| A        | Simone Rapp    | Thun        |          |
| D        | Marc Tsoungui  | Napoli U19  |          |

| Cessioni | Cessioni         | Cessioni             | Cessioni |
| R.       | Nome             | a                    | Modalità |
| -------- | ---------------- | -------------------- | -------- |
| A        | Andi Zeqiri      | Brighton             |          |
| P        | Dany Da Silva    | Stade Lausanne-Ouchy |          |
| C        | Maxime Dominguez | Neuchâtel Xamax      |          |
| D        | Adam Ouattara    | Neuchâtel Xamax      |          |
| C        | Alexandre Pasche | Neuchâtel Xamax      |          |
| A        | Dan Ndoye        | Nizza                |          |

### Sessione invernale
| Acquisti | Acquisti         | Acquisti        | Acquisti |
| R.       | Nome             | da              | Modalità |
| -------- | ---------------- | --------------- | -------- |
| P        | Melvin Mastil    | Echallens       |          |
| A        | Jonathan Bolingi | Ankaragücü      |          |
| C        | Brahima Ouattara | RC Abidjan      |          |
| A        | Hicham Mahou     | Nizza           |          |
| C        | Toichi Suzuki    | Shonan Bellmare |          |

| Cessioni | Cessioni            | Cessioni             | Cessioni |
| R.       | Nome                | a                    | Modalità |
| -------- | ------------------- | -------------------- | -------- |
| D        | Per-Egil Flo        | Sogndal              |          |
| A        | Joël Monteiro       | Stade Lausanne-Ouchy |          |
| A        | Simone Rapp         | Sepsi OSK            |          |
| C        | Christian Schneuwly | Stade Lausanne-Ouchy |          |
| A        | Anthony Koura       | Neuchâtel Xamax      |          |

## Risultati

### Super League

#### Prima fase, girone di andata
| Arbitro: | Tschudi |

|                          |           |                 |
| Turkeš 17’ Schneuwly 59’ | Marcatori | 83’ (rig.) Kyei |

| Arbitro: | Dudic |

|                         |           |                        |
| Schürpf 1’ Knežević 81’ | Marcatori | 6’ Monteiro 50’ Turkeš |

| Arbitro: | Cibelli |

|                                                       |           |  |
| Turkeš 12’ Puertas 41’ Boranijašević 76’ Guessand 88’ | Marcatori |  |

| Sion 18 ottobre 2020, ore 16:00 CEST 4ª giornata | Sion  | 0 – 0 referto | Losanna | Stade Tourbillon (2 850 spett.)\| Arbitro: \| Dudic \| |
| Arbitro:                                         | Dudic |               |         |                                                        |

| Arbitro: | Horisberger |

|                        |           |              |
| Stocker 41’ Kasami 76’ | Marcatori | 90’ Guessand |

| Arbitro: | Cibelli |

|                                      |           |  |
| Turkeš 59’ (rig.), 68’ Geissmann 80’ | Marcatori |  |

| Arbitro: | Horisberger |

|  |           |                  |
|  | Marcatori | 11’ (rig.) Marić |

| Arbitro: | Piccolo |

|                    |           |                      |
| Babić 62’ Duah 88’ | Marcatori | 32’ Flo 45’ Zekhnini |

| Arbitro: | Jaccottet |

|  |           |                                   |
|  | Marcatori | 30’ Lefort 53’ Mambimbi 87’ Nsame |

#### Prima fase, girone di ritorno
| Arbitro: | San |

|                                               |           |  |
| Domgjoni 17’ Tosin 28’ Kololli 90’ Ceesay 90’ | Marcatori |  |

| Arbitro: | Piccolo |

|  |           |          |
|  | Marcatori | 61’ Ruiz |

| Arbitro: | Horisberger |

|  |           |                               |
|  | Marcatori | 49’ Puertas 64’ (rig.) Turkeš |

| Arbitro: | Piccolo |

|                           |           |             |
| Guessand 52’ Zekhnini 57’ | Marcatori | 35’ Schürpf |

| Lugano 23 dicembre 2020, ore 20:30 CET 14ª giornata | Lugano  | 0 – 0 referto | Losanna | Stadio di Cornaredo (0 spett.)\| Arbitro: \| Cibelli \| |
| Arbitro:                                            | Cibelli |               |         |                                                         |

| Arbitro: | Tschudi |

|  |           |            |
|  | Marcatori | 26’ Karlen |

| Arbitro: | Piccolo |

|                |           |  |
| Siebatcheu 16’ | Marcatori |  |

| Arbitro: | San |

|            |           |              |
| Schalk 75’ | Marcatori | 21’ Guessand |

| Arbitro: | Dudic |

|               |           |                                   |
| Lukembila 85’ | Marcatori | 16’ Cömert 52’ (rig.), 69’ Cabral |

#### Seconda fase, girone di andata
| Arbitro: | Tschudi |

|                                          |           |                      |
| Nsame 11’, 24’ (rig.), 33’ Fassnacht 19’ | Marcatori | 59’ Flo 78’ Ouattara |

| Arbitro: | Tschudi |

|                              |           |          |
| Guessand 7’ Puertas 10’, 69’ | Marcatori | 53’ Kyei |

| Basilea 20 febbraio 2021, ore 20:30 CET 21ª giornata | Basilea | 0 – 0 referto | Losanna | St. Jakob-Park (0 spett.)\| Arbitro: \| San \| |
| Arbitro:                                             | San     |               |         |                                                |

| Arbitro: | Hänni |

|                       |           |  |
| Mahou 21’ Puertas 73’ | Marcatori |  |

| Arbitro: | Schärer |

|  |           |                                    |
|  | Marcatori | 44’ Bolingi 90’ Tsoungui 90’ Cunha |

| Arbitro: | Fähndrich |

|                        |           |                          |
| Kukuruzović 19’ (rig.) | Marcatori | 6’, 50’ Batata 71’ Ndoye |

| Arbitro: | Piccolo |

|            |           |              |
| Kramer 12’ | Marcatori | 66’ Guessand |

| Arbitro: | Cibelli |

|                                            |           |                                           |
| Cunha 6’ Boranijašević 16’ Suzuki 34’, 73’ | Marcatori | 20’ (aut.) Jenz 50’ Adamu 65’ (rig.) Ruiz |

| Arbitro: | Schnyder |

|                |           |             |
| Cunha 31’, 40’ | Marcatori | 71’ N'Diaye |

#### Seconda fase, girone di ritorno
| Arbitro: | Fähndrich |

|           |           |  |
| Marić 18’ | Marcatori |  |

| Arbitro: | Bieri |

|                       |           |                  |
| Cunha 53’ Bolingi 58’ | Marcatori | 34’ (rig.) Gajić |

| Arbitro: | San |

|           |           |  |
| Tasar 90’ | Marcatori |  |

| Arbitro: | Horisberger |

|                                                    |           |                                    |
| Mahou 10’ Kukuruzović 29’ (rig.) Boranijašević 82’ | Marcatori | 32’ (rig.), 76’ Cabral 85’ Stocker |

| Arbitro: | Jaccottet |

|            |           |          |
| Karlen 67’ | Marcatori | 83’ Jenz |

| Arbitro: | Schärer |

|                                     |           |                                |
| Kukuruzović 52’ (rig.) Guessand 75’ | Marcatori | 11’ (aut.) Jenz 14’ Marchesano |

| Arbitro: | Cibelli |

|          |           |                                       |
| Kyei 28’ | Marcatori | 11’, 35’ Bolingi 19’ Cunha 78’ Brazão |

| Arbitro: | San |

|                                               |           |  |
| Adamu 21’, 25’ Youan 45’, 51’ Ruiz 59’ (rig.) | Marcatori |  |

| Arbitro: | Jaccottet |

|                        |           |                                                     |
| Loosli 29’ Bolingi 44’ | Marcatori | 6’ Spielmann 26’ Sierro 71’ Fassnacht 84’ Aebischer |

### Coppa Svizzera
| Nyon 12 settembre 2020, ore 16:15 CEST Secondo turno                         | Stade Nyonnais | 1 – 3 referto                   | Losanna | Centre sportif de Colovray |
| \| \| \| \| \| Ombala 73’ \| Marcatori \| 74’ Turkeš 75’ Zeqiri 90’ Barès \| |                |                                 |         |                            |
|                                                                              |                |                                 |         |                            |
| Ombala 73’                                                                   | Marcatori      | 74’ Turkeš 75’ Zeqiri 90’ Barès |         |                            |

| Arbitro: | Bieri |

|                               |           |  |
| Bonatini 69’ Ponde 82’ (rig.) | Marcatori |  |

## Statistiche

### Statistiche di squadra
| Competizione   | Punti | In casa | In casa | In casa | In casa | In casa | In casa | In trasferta | In trasferta | In trasferta | In trasferta | In trasferta | In trasferta | Totale | Totale | Totale | Totale | Totale | Totale | DR |
| Competizione   | Punti | G       | V       | N       | P       | Gf      | Gs      | G            | V            | N            | P            | Gf           | Gs           | G      | V      | N      | P      | Gf     | Gs     | DR |
| -------------- | ----- | ------- | ------- | ------- | ------- | ------- | ------- | ------------ | ------------ | ------------ | ------------ | ------------ | ------------ | ------ | ------ | ------ | ------ | ------ | ------ | -- |
| Super League   | 46    | 18      | 9       | 2       | 7       | 33      | 29      | 18           | 3            | 8            | 7            | 19           | 26           | 36     | 12     | 10     | 14     | 52     | 55     | -3 |
| Coppa Svizzera | -     | 0       | 0       | 0       | 0       | 0       | 0       | 2            | 1            | 0            | 1            | 3            | 3            | 2      | 1      | 0      | 1      | 3      | 3      | 0  |
| Totale         | 46    | 18      | 9       | 2       | 7       | 33      | 29      | 20           | 4            | 8            | 8            | 22           | 29           | 38     | 13     | 10     | 15     | 55     | 58     | -3 |

### Andamento in campionato
| Giornata  | 1 | 2 | 3 | 4 | 5 | 6 | 7 | 8 | 9 | 10 | 11 | 12 | 13 | 14 | 15 | 16 | 17 | 18 | 19 | 20 | 21 | 22 | 23 | 24 | 25 | 26 | 27 | 28 | 29 | 30 | 31 | 32 | 33 | 34 | 35 | 36 |
| --------- | - | - | - | - | - | - | - | - | - | -- | -- | -- | -- | -- | -- | -- | -- | -- | -- | -- | -- | -- | -- | -- | -- | -- | -- | -- | -- | -- | -- | -- | -- | -- | -- | -- |
| Luogo     | C | T | C | T | T | C | C | T | C | T  | C  | T  | C  | T  | C  | T  | T  | C  | T  | C  | T  | C  | T  | C  | T  | C  | C  | T  | C  | T  | C  | T  | C  | T  | T  | C  |
| Risultato | V | N | V | N | P | V | P | N | P | P  | P  | V  | V  | N  | P  | P  | N  | P  | P  | V  | N  | V  | V  | P  | N  | V  | V  | P  | V  | P  | N  | N  | N  | V  | P  | P  |
| Posizione | 1 | 2 | 2 | 2 | 4 | 2 | 4 | 4 | 5 | 6  | 8  | 6  | 6  | 6  | 7  | 7  | 7  | 7  | 7  | 7  | 8  | 6  | 5  | 7  | 8  | 5  | 4  | 5  | 4  | 5  | 5  | 6  | 5  | 5  | 5  | 6  |

Legenda:

Luogo: C = Casa; T = Trasferta. Risultato: V = Vittoria; N = Pareggio; P = Sconfitta.

### Statistiche dei giocatori
| Giocatore        | Super League | Super League | Super League | Super League | Coppa Svizzera | Coppa Svizzera | Coppa Svizzera | Coppa Svizzera | Totale   | Totale | Totale      | Totale     |
| Giocatore        | Presenze     | Reti         | Ammonizioni  | Espulsioni   | Presenze       | Reti           | Ammonizioni    | Espulsioni     | Presenze | Reti   | Ammonizioni | Espulsioni |
| ---------------- | ------------ | ------------ | ------------ | ------------ | -------------- | -------------- | -------------- | -------------- | -------- | ------ | ----------- | ---------- |
| G. Barès         | 34           | 0            | 3            | 0            | 2              | 1              | 1              | 0              | 36       | 1      | 4           | 0          |
| J. Bolingi       | 16           | 5            | 7            | 0            | 1              | 0              | 0              | 0              | 17       | 5      | 7           | 0          |
| N. Boranijašević | 33           | 3            | 7            | 0            | 1              | 0              | 1              | 0              | 34       | 3      | 8           | 0          |
| P. Brazão        | 20           | 1            | 1            | 0            | 1              | 0              | 0              | 0              | 21       | 1      | 1           | 0          |
| T. Castella      | 2            | 0            | 0            | 0            | 1              | 0              | 0              | 0              | 3        | 0      | 0           | 0          |
| S. Cueni         | 6            | 0            | 0            | 0            | 0              | 0              | 0              | 0              | 6        | 0      | 0           | 0          |
| L. Cunha         | 27           | 6            | 0            | 0            | 1              | 0              | 0              | 0              | 28       | 6      | 0           | 0          |
| M. Diaw          | 34           | 0            | 3            | 0            | 1              | 0              | 0              | 0              | 35       | 0      | 3           | 0          |
| N. Falk          | 0            | 0            | 0            | 0            | 0              | 0              | 0              | 0              | 0        | 0      | 0           | 0          |
| P. Flo           | 31           | 2            | 1            | 0            | 1              | 0              | 0              | 0              | 32       | 2      | 1           | 0          |
| J. Geissmann     | 9            | 1            | 3            | 0            | 0              | 0              | 0              | 0              | 9        | 1      | 3           | 0          |
| E. Guessand      | 34           | 7            | 1            | 0            | 1              | 0              | 0              | 0              | 35       | 7      | 1           | 0          |
| N. Gétaz         | 2            | 0            | 0            | 0            | 1              | 0              | 0              | 0              | 3        | 0      | 0           | 0          |
| A. Husic         | 0            | 0            | 0            | 0            | 0              | 0              | 0              | 0              | 0        | 0      | 0           | 0          |
| F. Hysenaj       | 1            | 0            | 0            | 0            | 0              | 0              | 0              | 0              | 1        | 0      | 0           | 0          |
| M. Jenz          | 30           | 1            | 7            | 0            | 1              | 0              | 0              | 0              | 31       | 1      | 7           | 0          |
| S. Kukuruzović   | 34           | 3            | 3            | 1            | 1              | 0              | 0              | 0              | 35       | 3      | 3           | 1          |
| N. Loosli        | 32           | 1            | 3            | 0            | 1              | 0              | 0              | 0              | 33       | 1      | 3           | 0          |
| J. Lukembila     | 5            | 1            | 0            | 0            | 2              | 0              | 1              | 0              | 7        | 1      | 1           | 0          |
| R. Machado       | 0            | 0            | 0            | 0            | 0              | 0              | 0              | 0              | 0        | 0      | 0           | 0          |
| H. Mahou         | 21           | 2            | 6            | 0            | 1              | 0              | 0              | 0              | 22       | 2      | 6           | 0          |
| M. Mastil        | 0            | 0            | 0            | 0            | 0              | 0              | 0              | 0              | 0        | 0      | 0           | 0          |
| E. Monteiro      | 17           | 0            | 0            | 1            | 1              | 0              | 0              | 0              | 18       | 0      | 0           | 1          |
| J. Monteiro      | 4            | 1            | 0            | 0            | 1              | 0              | 0              | 0              | 5        | 1      | 0           | 0          |
| M. Nanizayamo    | 19           | 0            | 3            | 1            | 2              | 0              | 1              | 0              | 21       | 0      | 4           | 1          |
| B. Ouattara      | 6            | 1            | 0            | 0            | 0              | 0              | 0              | 0              | 6        | 1      | 0           | 0          |
| C. Puertas       | 33           | 5            | 13           | 0            | 2              | 0              | 1              | 0              | 35       | 5      | 14          | 0          |
| T. Rochat        | 0            | 0            | 0            | 0            | 1              | 0              | 0              | 0              | 1        | 0      | 0           | 0          |
| A. Sanches       | 2            | 0            | 0            | 0            | 0              | 0              | 0              | 0              | 2        | 0      | 0           | 0          |
| I. Schmidt       | 7            | 0            | 0            | 0            | 1              | 0              | 0              | 0              | 8        | 0      | 0           | 0          |
| C. Schneuwly     | 7            | 1            | 2            | 0            | 1              | 0              | 1              | 0              | 8        | 1      | 3           | 0          |
| T. Suzuki        | 19           | 2            | 1            | 0            | 1              | 0              | 0              | 0              | 20       | 2      | 1           | 0          |
| T. Thomas        | 13           | 0            | 2            | 0            | 1              | 0              | 0              | 0              | 14       | 0      | 2           | 0          |
| M. Tsoungui      | 14           | 1            | 3            | 0            | 1              | 0              | 0              | 0              | 15       | 1      | 3           | 0          |
| A. Turkeš        | 13           | 6            | 1            | 0            | 1              | 1              | 0              | 0              | 14       | 7      | 1           | 0          |
| R. Zekhnini      | 15           | 2            | 4            | 0            | 0              | 0              | 0              | 0              | 15       | 2      | 4           | 0          |
| A. Zeqiri        | 1            | 0            | 0            | 0            | 1              | 1              | 0              | 0              | 2        | 1      | 0           | 0          |
| A. Zohouri       | 5            | 0            | 1            | 0            | 0              | 0              | 0              | 0              | 5        | 0      | 1           | 0          |